# Митчелл, Самуэль Августус
Митчелл Самуэль Августус  (англ. Mitchell Samuel Augustus, 20 марта 1792, Бристол — 20 декабря 1868, Филадельфия) — американский географ и картограф, издатель.

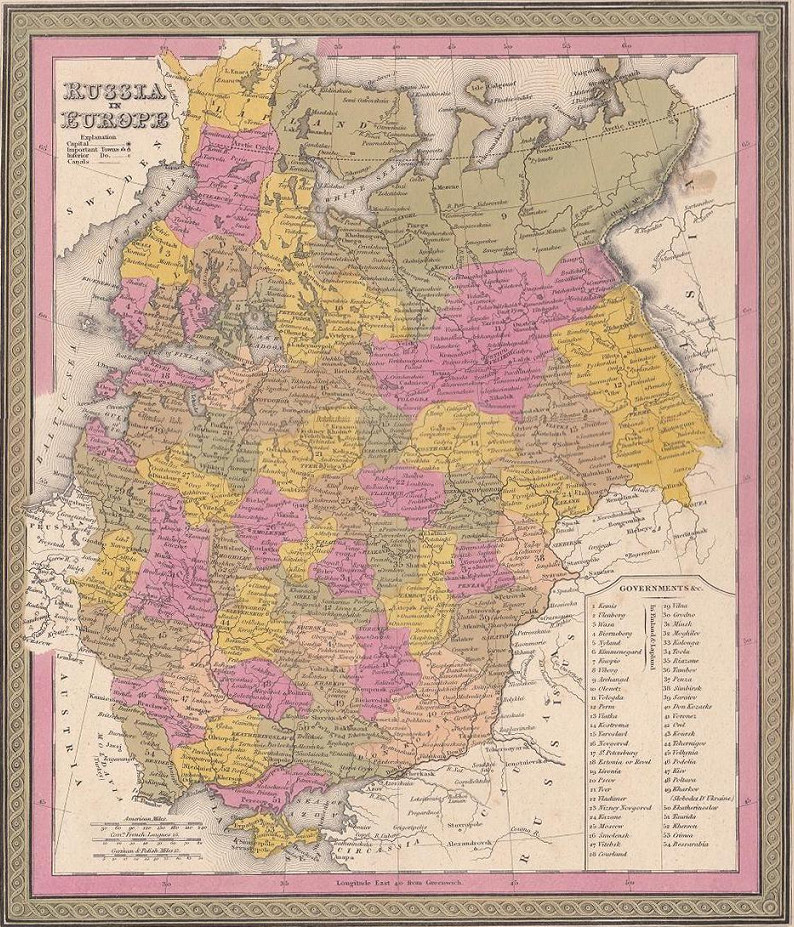
Карта Европейской части России 1846

## Биография

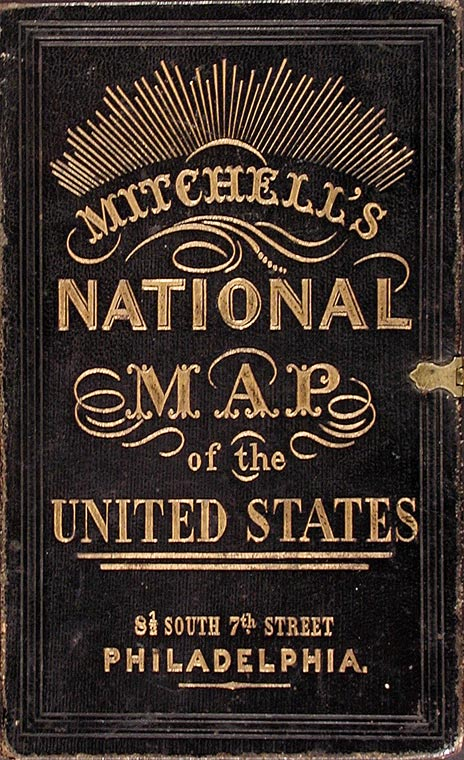
«Национальный атлас Соединенных Штатов»1843 г.

Митчелл Самуэль Августус родился в Бристоле штат Коннектикут 20 марта, 1792. Его отец 20 лет назад эмигрировал из Шотландии в 1773. В раннем детстве Самуэль увлекся географией, чему способствовала небольшая библиотека, хранившаяся в доме. Особенно его привлекали иллюстрации географических путешествий и открытий. Юный Самуэль решил посвятить себя иллюстрированию в области географии. Первая подобная серьезная попытка произошла во время его работы преподавателем школы. Митчелл был раздражен низким качеством и многочисленными неточными сведениями, содержащихся в учебных пособиях. Его первые географические карты, выполненные вручную, были попыткой исправить эти ошибки. С этого момента его жизнь неразрывно связана с картографией.
Ради занятия любимым делом Самуэль в 1829 году (по другим источникам в 1830 году) переезжает в Филадельфию, где в то время находился коммерческий и издательский центр Америки первой половины 19 века. Вскоре он основывает свою издательскую компанию, специализирующуюся на выпуске географических карт. Став руководителем компании Самуэль Митчелл постепенно отходит от непосредственно картографической деятельности и больше времени уделяет обязанностям управляющего и главного редактора. Через некоторое время он подключает к работе своего сына, Самуэля Митчелла младшего, которому в конце жизни и передаст полностью своё дело. Умер Самуэль Митчелл 20 декабря 1868 года в возрасте 73 лет в Филадельфии.

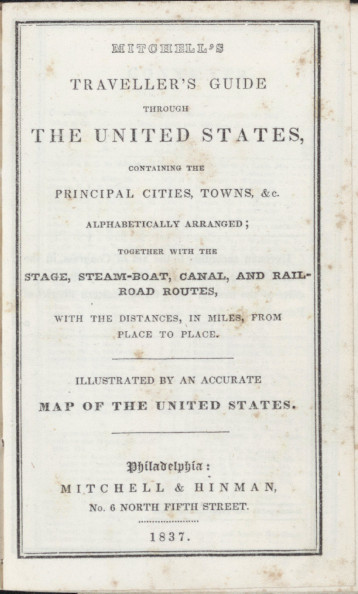
«Руководство путешественника»1837 г.

## Картограф издатель
В 1831 году в недавно созданной Самуэлем Митчеллом компании выходит «Новый Американский Атлас» Это издание являлось фактически переизданием популярного в то время выпуска Anthony Finley, у которого он приобрел печатные пластины, с аналогичным названием отпечатанного в 1826 году. Однако, Митчелл внес существенные дополнения и доработки. Особенно это относится к изменениям в дорожном сообщении между населенными пунктами, произошедшим за прошедшее время.
Следующая крупная публикация — Туристические карманные карты «Tourist Pocket Maps» различных американских штатов. Издание вышло в 1834 году. Этот выпуск стал одним из самых популярных изданий Самуэля Митчелла.
Руководство содержало подробную текущую информацию о транспортной системе Соединенных Штатов, в том числе приводились характеристики морских и речных каналов и маршрутов пароходов. Приводилось расстояние между населенными пунктами. Руководство повторно переиздавалось ежегодно в течение более 20 лет с учетом происходящих изменений.
Для работы над этими картами Митчелл привлек известных граверов J.H. Young и D. Haines. Отпечатанные посредством стальных листов карты стали одним из первых опытов использования подобной техники на американском континенте.
Приблизительно в это же время Самуэль Митчелл выпустил настенные карты Соединенных Штатов, которые пользовались большой популярностью и были переизданы в 1844 году. Настенные карты Митчелла будут доминировать в течение нескольких десятилетий.
Чтобы обеспечить потребности в современной информации, он выполнил и опубликовал множество карт Соединенных Штатов, а вскоре и отдельных государств, в том числе и европейской и азиатской части России. Кроме этого был налажен выпуск различных атласов. Его Карта Соединенных Штатов и прилегающих территорий (1861) включала информацию относительно существующих фортификаций.
В 1839 году Mitchell начал публикацию своего школьного атласа. Это издание печаталось с небольшими изменениями с 1839 до 1886 года.

## Картографическое наследие
В течение свыше 50 лет, Сэмюэль Августус Митчелл и его и сын были одними из самых видных издателей географической продукции в Соединенных Штатах. За это время они подготовили и опубликовали множество карт, атласов, различных географических руководств и описаний, большинство из которых прошли через многие издания и выдержали испытание временем. Во второй половине XIX века ежегодно выходило и распродавалось свыше 400000 копий его работ.

Выпущенные качественные карты Российской империи использовались в нашей стране вплоть до начала XX века.
Созданная Митчеллом компания просуществовала до 1880-х годов, продолжая выпускать географическую продукцию под руководством его сына. В конце XIX века авторские права на большинство работ было продано и компания закрылась. Актуальности выпущенные карты и учебные географические пособия не потеряли и в XX веке. В настоящее время атласы и карты Самуэля Митчелла стали предметом коллекционирования многочисленных его поклонников.
Коллекция и архив Самуэля Августуса Митчелла хранится в Национальной библиотеке Квебека (Bibliothèque et Archives nationales du Québec).

## Примечания

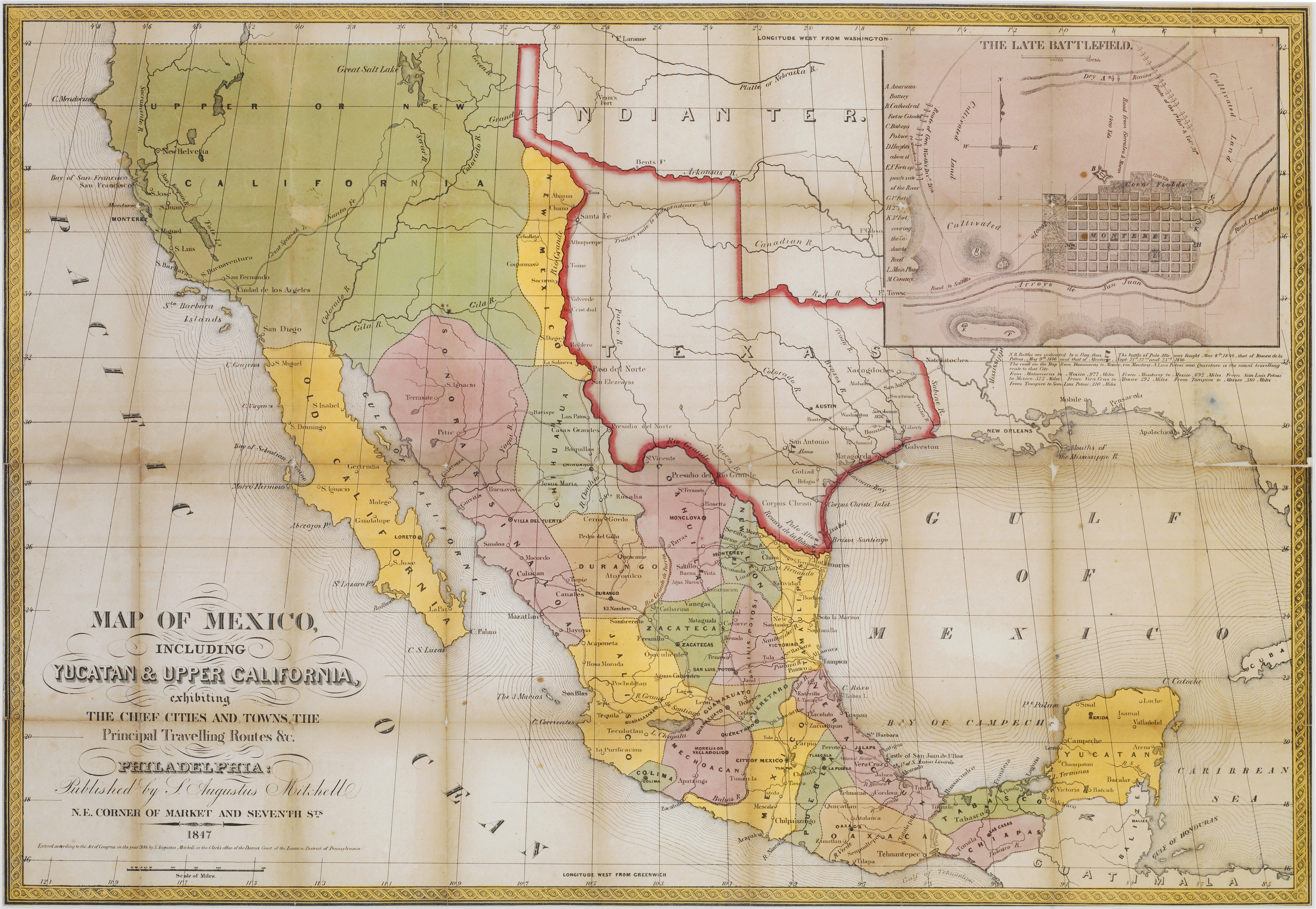
Митчелл, Map of Mexico Including Yucatan & Upper California Exhibiting the Chief Cities and Towns, 1847